# Temotu
Temotu (voormalig Santa Cruzeilanden) is de meest oostelijke provincie van de Salomonseilanden. De provincie bestaat uit twee parallel van noordoost naar zuidwest lopende rijen eilanden. De eilanden en eilandgroepen in deze provincie zijn:
- Anuta (Polynesiërs)
- Fatutaka (Polynesiërs)
- Duffeilanden ("Taumako") (Melanesiërs)
- Santa Cruzeilanden (Melanesiërs)
- Reefeilanden (Melanesiërs)
- Tikopia (Polynesiërs)

Voor het kleine landoppervlak heeft deze provincie veel etnische groepen. De Santa Cruzeilanden zijn samen met de Duff- en Reefeilanden bevolkt door Melanesiërs maar hebben ook Papoea groeperingen. Inwoners van de overige eilanden zijn met name Polynesiërs.